# Jezioro Piasek
Jezioro Piasek este o arie protejată (sit de importanță comunitară — SCI) din Polonia întinsă pe o suprafață de 54,83 ha, integral pe uscat.

## Localizare
Centrul sitului Jezioro Piasek este situat la coordonatele 54°00′39″N 17°07′45″E / 54.0109°N 17.1292°E.

## Înființare
Situl Jezioro Piasek a fost declarat sit de importanță comunitară în aprilie 2004 pentru a proteja 1 specie de plante și 2 specii de animale.

## Biodiversitate
Situată în ecoregiunea continentală, aria protejată conține 2 habitate naturale: Ape oligotrofe din câmpii nisipoase, cu un conținut foarte redus de minerale (Littorelletalia uniflorae), Păduri de fag Luzulo-Fagetum.
La baza desemnării sitului se află mai multe specii protejate:
- plante (1): Luronium natans
- mamifere (2): castor (Castor fiber), vidră de râu (Lutra lutra)